# Arteria plantaris lateralis

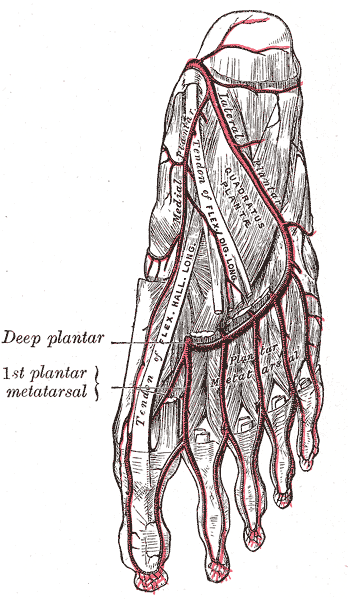
Fußsohlenarterien des Menschen

Die Arteria plantaris lateralis („äußere Fußsohlenarterie“) ist eine Schlagader am Fuß. 

## Mensch
Beim Menschen ist die Arteria plantaris lateralis der stärkere der beiden Äste der Arteria tibialis posterior. Sie verläuft an der Fußsohle zwischen Musculus flexor digitorum brevis und Musculus quadratus plantae, seitlich des Nervus plantaris lateralis, schräg zur Seite und in Richtung Zehenbasis. Dabei versorgt sie die Haut und die Muskulatur der äußeren Fußseite und anastomosiert mit der Arteria tarsalis lateralis und Arteria arcuata. An der Basis des fünften Mittelfußknochens mündet die Arteria plantaris lateralis in den tiefen Fußsohlenbogen (Arcus plantaris profundus) und übernimmt so auch die Blutversorgung der Fußsohlenseite der Zehen.

## Vergleichende Anatomie
Bei Tieren ist die Arteria plantaris lateralis der schwächere der beiden Äste des Ramus caudalis der Arteria saphena. Bei Pferden speist sie zusammen mit der Arteria plantaris medialis das oberflächliche plantare Arteriensystem (Arteriae digitales plantares communes). Generell gibt die Arteria plantaris lateralis Zuflüsse zum Arcus plantaris profundus und beteiligt sich damit – wenn auch in geringem Umfang – an der Blutversorgung des Hinterfußes.